# Corazón partido
Corazón partido é uma telenovela estadunidense produzida exibida pela Telemundo em 2005.
Se trata de um remake da novela chilena Amores cruzados, produzida em 2004.
Foi protagonizada por Danna García e José Ángel Llamas e antagonizada por Ximena Rubio, Kothan Fernández e Saby Kamalich.

## Sinopse
Aura engravidou aos 16 anos, sem saber se o bebê era seu namorado, Germán ou seu irmão, Sergio, que abusava sexualmente dela. Para evitar o escândalo, sua avó, Doña Virginia, a trancou em uma fazenda no campo. Ao aprender, seu avô foi com Ignacio, o irmãozinho de Aura, para liberá-la. Mas no voo sofreram um acidente, pelo que o velho morreu e seu neto ficou paralisado. Aura foi devolvido à fazenda, onde entrou em trabalho de parto. Doña Virgínia, culpando sua neta pela morte de seu marido, decide se vingar dela tirando o bebê e dando-lhe adoção. Por muitos anos, a Aura tentou esquecer isso, mas não está mais disposta a continuar fazendo isso. Assim, ele decide retornar ao México para fazer justiça e recuperar seu filho. O destino te dará um truque quando você se apaixonar por Adrián, O homem que adotou seu bebê o chamou de Esteban e o criou com Nelly, sua esposa, de quem ele vai se separar. Em primeiro lugar, Adrian ajudará a Aura a encontrar seu pequeno, mas assim que descobre que isso não é outro senão Esteban, ele vai encará-la com unhas e dentes

## Elenco
- Danna García — Aura Echarri
- José Ángel Llamas — Adrián
- Ximena Rubio — Nelly
- Khotan Fernández — Sergio Garza
- Carlos de la Mota — Germán Garza
- Saby Kamalich — Virginia
- Anna Ciocchetti — Fernanda
- Alejandro Calva — Tanque
- Carlos Torres Torrija — César
- Enrique Singer — Rogelio
- Alejandra Lazcano — Claudia
- Ángeles Marín — Ernestina
- Evangelina Martínez — Chelo
- Giovan D'Angelo — Lorenzo
- Gizeth Galatea — Rocío
- Juan Carlos Barreto — Erasmo
- Juan Luis Orendain — Gregorio
- Karina Mora — Alejandra
- Luis Gerardo Méndez — Ignacio
- Paco Mauri — Amador
- Patricia Marrerro — Filomena
- Tony Helling — Bethina